# Abris alpins de la Moutière
Les abris alpins de la Moutière sont des casernements de montagne du secteur fortifié du Dauphiné (ligne Maginot des Alpes).

## Situation
Les abris alpins de la Moutière sont situés dans le Nord-Ouest du département des Alpes-Maritimes, sur le territoire de la commune de Saint-Dalmas-le-Selvage, à environ 2 km en ligne directe au sud de la Cime de la Bonette.
Ils ont été construits à 2 330 m d'altitude, sur la pente ouest de la Tête Ronde (2 590 m), au sud-sud-ouest du col de la Moutière (2 454 m) où se trouve le petit ouvrage d'infanterie du col de la Moutière.
Pour s'y rendre, il faut emprunter la route descendant du col de la Moutière vers Bayasse (Alpes-de-Haute-Provence) puis bifurquer sur le petit chemin qui part sur la gauche, environ 1 600 m en dessous du col, un peu avant le gros bloc rocheux dénommé « Pierre d'Annibal » sur la carte IGN ; les abris sont situés 800 m environ après l'embranchement.

## Mission
Les abris alpins de la Moutière servaient uniquement de casernement pour deux sections d'infanterie et ils ne disposaient d'aucun emplacement de protection rapprochée.
On peut logiquement penser qu'ils servaient de cantonnement aux troupes occupant le petit ouvrage du Col-de-la-Moutière mais cet emplacement parait toutefois bien éloigné du col ; il est en effet à près de 2 500 m du petit ouvrage, soit à environ une heure de marche.
Il ne s'agit pourtant pas d'un choix pris dans l'urgence à l'échelon local puisque la construction des abris avait été déjà retenue par la Commission de défense des frontières puis confirmée par la CORF.

## Construction
Les abris alpins ont été construits à partir du début des années 1930. Ils forment une construction très originale, bien visible dans le paysage, de près de cinquante mètres de long, complètement enterrée à l'abri d'une falaise rocheuse.
La première partie de cette construction est totalement rectiligne, alors que la seconde forme un angle très ouvert avec la première ; c'est cette rupture en deux qui valut à cet ensemble la dénomination officielle d'abris et non d'abri.
Les abris sont essentiellement constitués de tôle cintrées, dites tôles métro, reposant sur des murets en béton, le tout étant recouvert de béton, de rochers et de terre. Leurs deux façades ne sont pas verticales mais en pente d'environ quarante-cinq degrés ; elles forment un beau mur en pierres sèches parfaitement ajustées.
L'accès à cet ensemble se fait par trois grosses portes blindées protégées par deux murs en béton présentant la même pente que la façade.
L'intérieur est très sommairement aménagés avec une cuisine, un cellier, deux grandes chambres pour la troupe et de petites chambres pour l'encadrement.
L'aération de cet ensemble est assuré par plusieurs petits blocs d'aération situés sur les dessus. Malgré son importance, il ne disposait d'aucun dispositif de ventilation forcée.
Les latrines sont situées au sud du bâtiment.
De nombreuses inscriptions et vestiges de la période antérieure à la guerre, ou de la fin de la guerre, sont encore visibles sur les murs et aux alentours des abris. On trouve notamment :

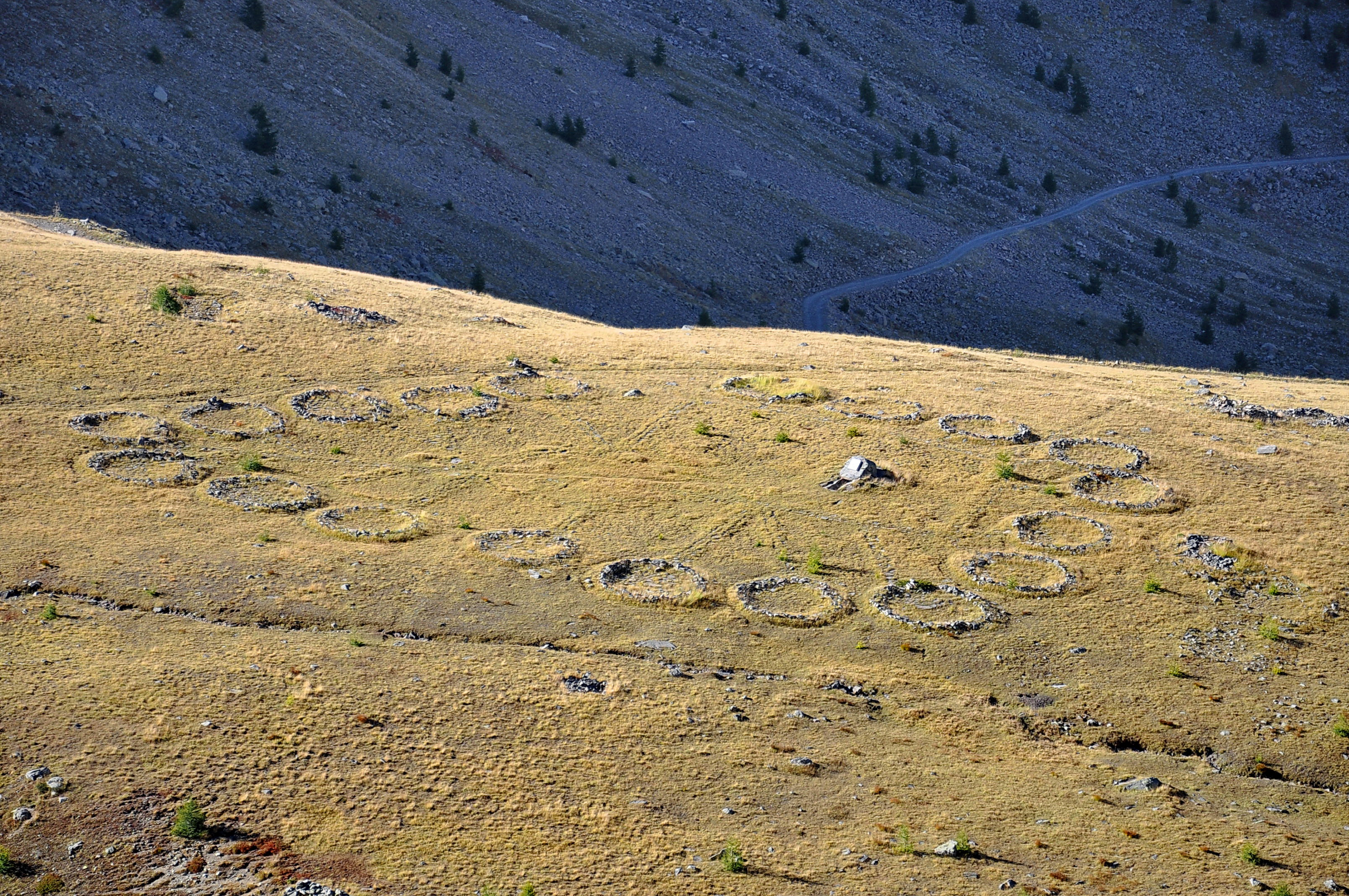
groupement d'assises de tentes-marabout centré sur la pierre d'Annibal.

- une table d'orientation en très mauvais état mais intacte alors que ce type d'aménagement a disparu ailleurs, par exemple à l'avant-poste du Col-des-Fourches ;
- des inscriptions murales témoignant du passage de nombreuses unités, notamment de celles ayant participé à la construction en tant que main-d'œuvre militaire ;
- des dalles gravées posées par terre ou posées sur des rochers avec les dates de passage de certaines unités et d'autres avec le temps pour atteindre certains lieux : Restefond (1 h 15), Bayasse (40 minutes)[1] et Les Fourches (2 h 30)[2].
- des assises circulaires de pierres pour le maintien des tentes-marabout, comme sur le site de la pierre dite d'Annibal.

## Les combats
Les abris alpins n'ont pas été touchés par les combats de juin 1940 et de septembre 1944.

## État actuel
Les abris alpins sont aujourd'hui abandonnés et totalement ouverts ce qui ne les met pas à l'abri des actes de vandalisme. Ils ne sont cependant pas totalement en ruine et ils mériteraient d'être protégés car ils constituent un exemple d'architecture militaire unique dans la région.

## Sources
- Henri Béraud, La seconde guerre mondiale dans les Hautes-Alpes et l'Ubaye, Société d'études des Hautes-Alpes, 1990.
- Philippe Lachal, Fortifications des Alpes, leur rôle dans les combats de 1939-1945, UBAYE-UBAYETTE-RESTEFOND, Éditions du Fournel, 2006.
- Général Étienne Plan et Eric Lefevre, La bataille des Alpes, 10-25 juin 1940, Charles Lavauzelle, 1982.
- Claude Raybaud, Fortifications de l'époque moderne dans les Alpes-Maritimes, Serre éditeur, 1992.